# 日本偏口蛤
日本偏口蛤（学名：Chama japonica）是偏口蛤科偏口蛤属的一种。偏口蛤科舊屬簾蛤目，今屬不等齒總目之下的目地位未定群組。

## 分佈
主要分布于韩国、台湾，常栖息在浅海珊瑚礁、岩石底。